# Handball-DDR-Meisterschaft 1950/51
Mit der Handball-DDR-Meisterschaft 1950/51 wurden die Meister auf dem Feld und in der Halle bei den Männern und Frauen ermittelt. 

## Männer

### Feldhandball
Die DDR-Meisterschaft 1950/51 im Feldhandball wurde in zwei Etappen ausgetragen. Im Sommer 1950 und Frühjahr 1951 fanden Punktspiele in der neu gegründeten DS-Feldhandball-Liga mit 18 Mannschaften statt, die in zwei Staffeln aufgeteilt waren. Die jeweils Erst- und Zweitplatzierten nahmen an der Endrunde zur Ermittlung des Meisters teil.

#### DS-Feldhandball-Liga
| Pl. | Mannschaft                     | Sp | S  | U | N  | Tore     | Punkte |
| 1.  | BSG Schiffswerft Roßlau        | 16 | 13 | 1 | 2  | 164:099  | 27:05  |
| 2.  | BSG Mechanik Gera              | 16 | 12 | - | 4  | 141:108  | 24:08  |
| 3.  | SV Deutsche Volkspolizei Halle | 16 | 10 | 2 | 4  | 154:095  | 22:10  |
| 4.  | BSG Rotation Nord Leipzig      | 16 | 10 | 2 | 4  | 129:076  | 22:10  |
| 5.  | BSG Anker Rostock              | 16 | 9  | 1 | 6  | 136:113  | 19:13  |
| 6.  | BSG Stahl Ost Leipzig          | 16 | 6  | 1 | 9  | 094:107  | 13:19  |
| 7.  | BSG Turbine Erfurt             | 16 | 5  | 1 | 10 | 100:132  | 11:21  |
| 8.  | BSG Chemie Premnitz            | 16 | 2  | - | 14 | 094:160  | 04:28  |
| 9.  | SG Union Finsterwalde          | 16 | 1  | - | 15 | 0 61:183 | 02:30  |

| Pl. | Mannschaft              | Sp | S  | U | N  | Tore     | Punkte |
| 1.  | BSG Stahl West Leipzig  | 16 | 14 | 1 | 1  | 142:080  | 29:03  |
| 2.  | BSG Stahl Süd Magdeburg | 16 | 12 | 1 | 3  | 142:073  | 25:07  |
| 3.  | BSG Fortschritt Calbe   | 16 | 11 | 1 | 4  | 152:078  | 23:09  |
| 4.  | BSG Lok Süd Leipzig     | 16 | 9  | 2 | 5  | 124:098  | 20:12  |
| 5.  | BSG Stahl Fraureuth     | 16 | 10 | - | 6  | 117:098  | 20:12  |
| 6.  | BSG Motor Eisenach      | 16 | 6  | 2 | 8  | 102:111  | 14:18  |
| 7.  | SG Volkspolizei Rostock | 16 | 2  | 1 | 13 | 0 69:162 | 05:27  |
| 8.  | BSG Textil Forst        | 16 | 2  | - | 14 | 075:140  | 04:28  |
| 9.  | BSG Aufbau Waren        | 16 | 2  | - | 14 | 077:160  | 04:28  |

#### Endrunde
Am 22. April 1951 wurden in Weißenfels zwischen den vier Ligaqualifikanten die beiden Finalisten ermittelt. Dabei kam es zu folgenden Begegnungen:
| BSG Schiffswerft Roßlau (1. Staffel A) – BSG Stahl Süd Magdeburg (2. B) | 8:7 |
| BSG Stahl West Leipzig (1. B) – BSG Mechanik Gera (2. A)                | 7:8 |

#### Endspiel
BSG Schiffswerft Roßlau – BSG Mechanik Gera 10:9 (5:5)
Nachdem sich in der Vorrunde die beiden Vertreter der Ligastaffel A durchgesetzt hatten, trafen sie fünf Wochen später in Leipzig im Meisterschaftsfinale aufeinander. Trotz strömenden Regens waren 12.000 Zuschauer gekommen. Sie sahen zunächst eine offensiv angreifende Geraer Mannschaft, die den Ball sicher durch die eigenen Reihen laufen ließ und sich auf eine fehlerfreie Deckung verlassen konnte. Auf der anderen Seite begann die BSG Schiffswerft unsicher und nervös. Folgerichtig gingen die Thüringer früh in Führung, danach aber fingen sich die Roßlauer. Es gelang ihnen bis zum Halbzeitpfiff, die Geraer nicht enteilen zu lassen und zum Pausenpfiff mit 5:5 einen Gleichstand zu erreichen. Nach der Pause baute Mechanik Gera überraschend ab, musste dem eigenen Tempospiel Tribut zollen. Dagegen zog nun Roßlau ein drückendes Sturmspiel auf, das bereits aus der Abwehr heraus mit allen Spielern entwickelt wurde. Der 9:6-Treffer des Roßlauers Diedering brachte dem Spiel die entscheidende Wendung. Von da an lagen die Schiffswerker ständig in Führung und ließen sich auch in der Endphase durch den 9:10-Anschlusstreffer nicht mehr von der Siegerstraße verdrängen.
Aufstellungen:

Roßlau: Lüdicke – Paul, Fieberg, Didmer, Baartz, Burghardt, Fräßdorf, Diedering, Paede, Thodte, Heber

Gera: J. Schmidt – Heimann, Schubert, Pötzl, Wunderlich, Schöneburg, Baum, Koch, Landgraf, Begale, Gerold

Zuschauer: 12.000 am 27. Mai 1951 in Leipzig

#### Spiel um Platz drei
Im Spiel und den dritten Platz besiegte die BSG Stahl Süd Magdeburg die BSG Stahl West Leipzig mit 9:7 (6:3).

### Hallenhandball
Der DDR-Hallenhandball-Meister wurde in Turnierform am 20. und 21. Oktober 1951 in der Berliner Werner-Seelenbinder-Halle ermittelt. Am Meisterschaftsturnier nahmen teil die fünf Landesmeister, der Vizemeister von Sachsen-Anhalt SG Prittitz und der Ost-Berliner Vertreter in der Gesamtberliner Hallen-Oberliga SC Berlin-Weißensee. Die fünf Landesmeister waren
- BSG Chemiefaserwerk Premnitz (Brandenburg)
- BSG Anker Rostock (Mecklenburg)
- SV Deutsche Volkspolizei Halle (Sachsen-Anhalt)
- BSG Konsum Leipzig (Sachsen)
- SG Fraureuth (Thüringen)

Der Vorjahresmeister SC Berlin-Weißensee war durch den Deutschen Sportausschuß wegen seiner Teilnahme an der Berliner Hallen-Oberliga erst kurz vor Turnierbeginn zugelassen worden und hatte in der Vorrunde Freilos. Das Turnier begann mit einer einfachen Vorrunde, dessen drei Sieger mit dem SC Weißensee im Halbfinale die Endspielteilnehmer ausspielten.

#### Vorrunde
| SV Deutsche Volkspolizei Halle – BSG Chemiefaserwerk Premnitz | 4:3 |
| Anker Rostock – SG Fraureuth                                  | 6:3 |
| Konsum Leipzig – SG Prittitz                                  | 5:0 |

#### Halbfinale
| SC Weißensee – Konsum Leipzig                   | 8:4 |
| Anker Rostock – SV Deutsche Volkspolizei Halle* | 6:6 |

* Losentscheid für SV Deutsche Volkspolizei Halle

#### Spiel um Platz drei
| Anker Rostock – Konsum Leipzig | 7:2 |

#### Endspiel
SV Deutsche Volkspolizei Halle – SC Berlin-Weißensee 7:3 (3:0)
Spielverlauf:

Der klare 7:3-Sieg der Hallenser über den Titelverteidiger war überraschend aber nicht unverdient. Mit Nervenstärke und eiserner Kondition lagen die Vorteile bei den Saalestädtern. Mit dem dreifachen Torschützen Köhler und dem sicheren Torwart Riffort hatte Halle die überragenden Akteure des Endspiels. Zur Halbzeit führten die Volkspolizisten mit 3:0, nach einer halben Stunde überlegen mit 5:0. Erst danach gelang es dem Titelverteidiger, das Spiel in den Griff zu bekommen und erzielte drei Tore in Folge zum 3:5. Halle ließ sich jedoch nicht aus dem Konzept bringen. Schewe lief in die Lücke und erzielte das 6:3, den Endstand zum 7:3 stellte Köhler mit einem direkt verwandelten Freiwurf her.
Torfolge:

1:0 Förig, 2:0 Köhler, 3:0 Schewe, 4:0 Ewald, 5:0 Köhler, 5:1 Barth, 5:2 Scholz, 5:3 Peitz, 6:3 Schewe, 7:3 Köhler

Aufstellungen:

Halle: Riffort – Huth, Schulz, Masella, Swierzy, Ewald, Köhler, Föhrig, Schewe, Stollfig

Weißensee: Beck – Kalinowski, B. Scholz, Barth, Wolff, G. Scholz, Krause, Peitz, Lange

Zuschauer: 5000 in der Werner-Seelenbinder-Halle, Berlin

## Frauen

### Endrunde Hallenhandball
Der DDR-Hallenhandballmeister der Frauen wurde in einer Endrunde der fünf Landesmeister im Pokalmodus am 21. Januar 1951 in der Ost-Berliner Werner-Seelenbinder-Halle ermittelt. 
| Ergebnisse |                              |           |
| Viertelfinale |                              |           |
| BSG KWU Weimar (TH) | BSG Rotation Babelsberg (BB) | 2:1       |
| BSG Aufbau Börde Magdeburg (ST) | SG Volkspolizei Weimar (TH)  | 4:1       |
| BSG Anker Wismar (MB) | SC Weißensee (B)             | 2:1       |
| BSG Stahl West Leipzig (SN) | Freilos                      | Freilos   |
| Halbfinale |                              |           |
| BSG KWU Weimar | BSG Stahl West Leipzig       | 5:2       |
| BSG Anker Wismar | BSG Aufbau Börde Magdeburg   | 3:2 n. V. |
| Finale |                              |           |
| BSG KWU Weimar – BSG Anker Wismar 4:2 Berliner Zeitung: „Die große Überraschung des Turniers war die junge Mannschaft von KWU Weimar, die den Vorjahrsmeister Stahl West Leipzig mit 5:2 (!) schlug. In einem temporeichen Endspiel konnte Anker Wismar den Thüringer Mädeln nur in der ersten Hälfte energischen Widerstand leisten, zeigte sich aber dann dem flüssigen und schnellen Kombinationsspiel der zukunftsreichen Sieben von KWU Weimar nicht gewachsen und erlag schließlich mit 2:4 Toren.“ |                              |           |

B: Ost-Berlin, BB: Brandenburg, MB: Mecklenburg, SN: Sachsen, ST: Sachsen-Anhalt, TH: Thüringen

### Endrunde Feldhandball
Die Endrunde zur Ermittlung des DDR-Frauenfeldhandball-Meisters wurde zwischen Mai und Juli 1951 im Pokalmodus ausgetragen. Beteiligt waren die Landesmeister aus Brandenburg (BB), Mecklenburg (MB), Sachsen (SN), Sachsen-Anhalt (ST) und Thüringen (TH).
| Ergebnisse |                              |      |
| Vorrunde |                              |      |
| BSG Fortschritt Weißenfels (ST)                                                                                | BSG Einheit Weimar (TH)      | 5:4  |
| Halbfinale |                              |      |
| BSG Fortschritt Weißenfels                                                                                     | BSG Anker Wismar (MB)        | 10:3 |
| BSG Stahl West Leipzig (SN)                                                                                    | BSG Rotation Babelsberg (BB) | 07:1 |
| Finale |                              |      |
| 15. Juli 1951, Magdeburg, Platz der Freundschaft BSG Stahl West Leipzig – BSG Fortschritt Weißenfels 5:3 (3:2) |                              |      |